# Verbasciola volgensis
Verbasciola volgensis är en tvåvingeart som beskrevs av Fedotova 2007. Verbasciola volgensis ingår i släktet Verbasciola och familjen gallmyggor. Inga underarter finns listade i Catalogue of Life.